# Agrostis gigantea
Agrostis gigantea Roth, 1788 è unai pianta appartenente alla famiglia delle Poacee.
È originaria dell'Europa, ma nelle zone più fresche del Nord America viene utilizzata fin dall'epoca coloniale come erba da pascolo. 
Può essere trovato in boschi, prati, siepi e terreni incolti.